# Distretto di Çubuk
Il distretto di Çubuk (in turco Çubuk ilçesi) è uno dei distretti della provincia di Ankara, in Turchia. Parte del distretto è compresa nel comune metropolitano di Ankara.